# تالار اپرای اسلو
تالار اپرای اسلو (نروژی: Operahuset)، تالار اپرا و باله ملی نروژ است که در بیورویکا در حوالی مرکز اسلو و بالاسر آب‌دره اسلو واقع است. ساختمان تالار که ۱۱۰۰ اتاق را در مساحت ۳۸۵۰۰ مترمربع در خود جای داده‌است سال ۲۰۰۷ تکمیل و سال ۲۰۰۸ گشایش یافت.

## نگارخانه

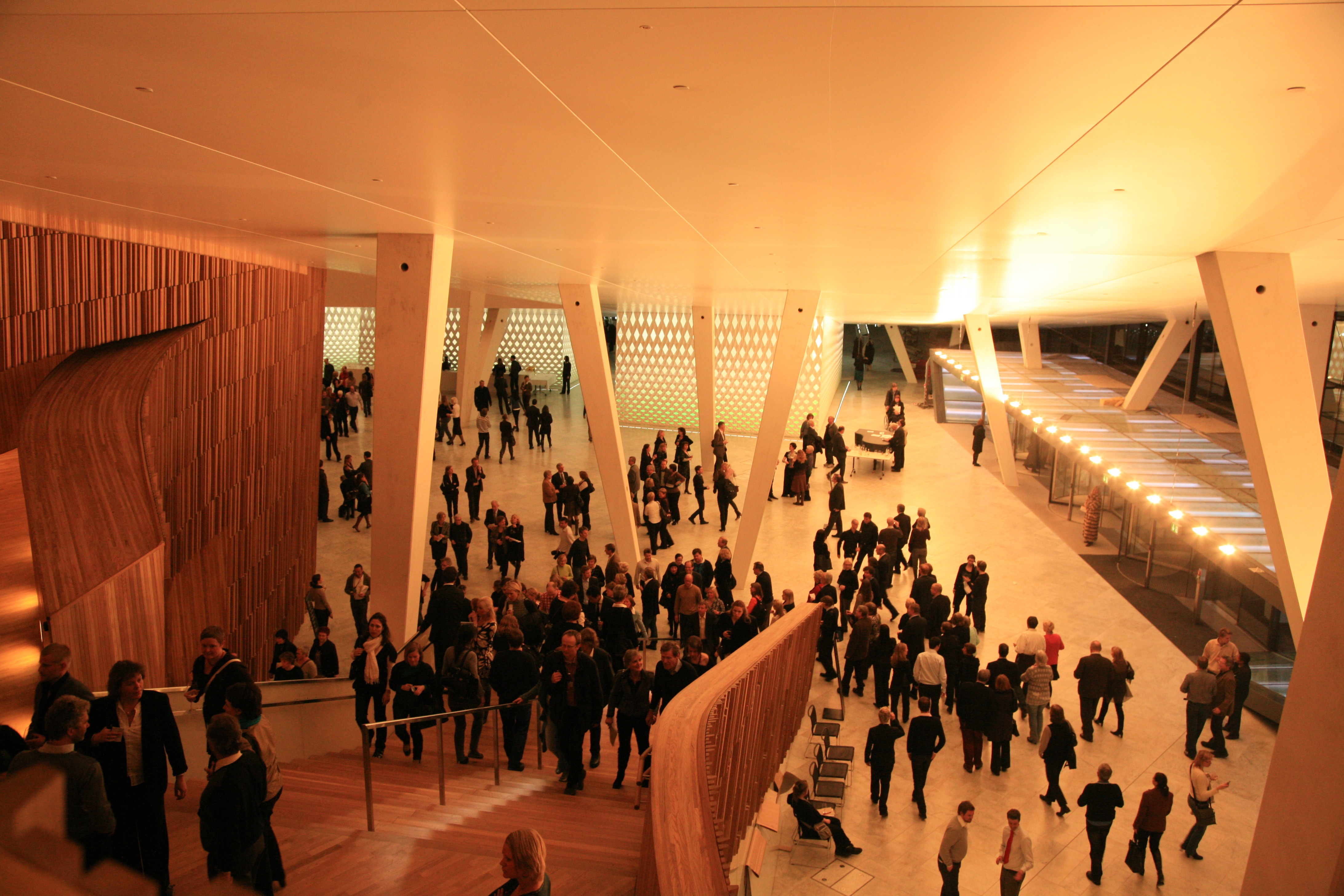
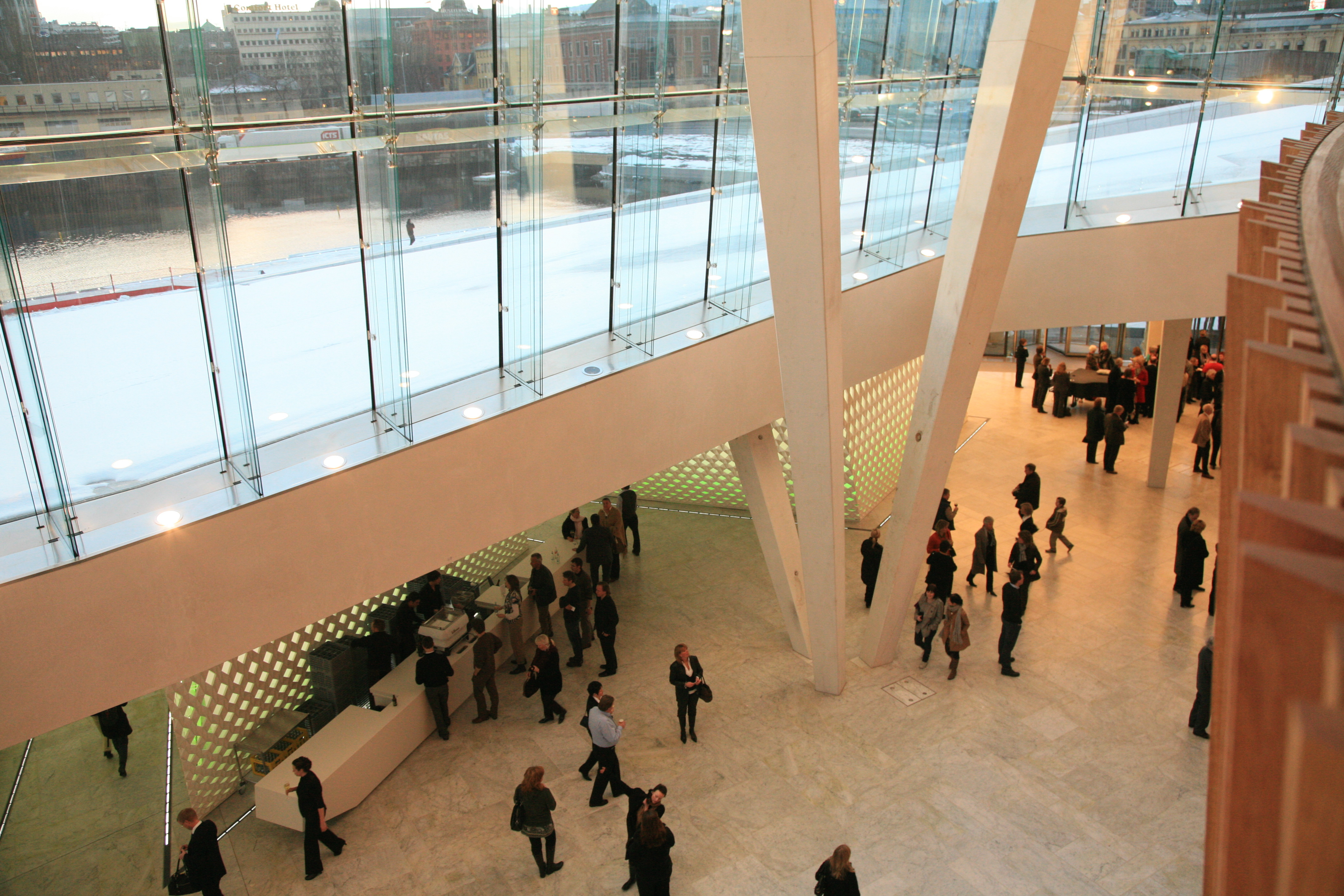
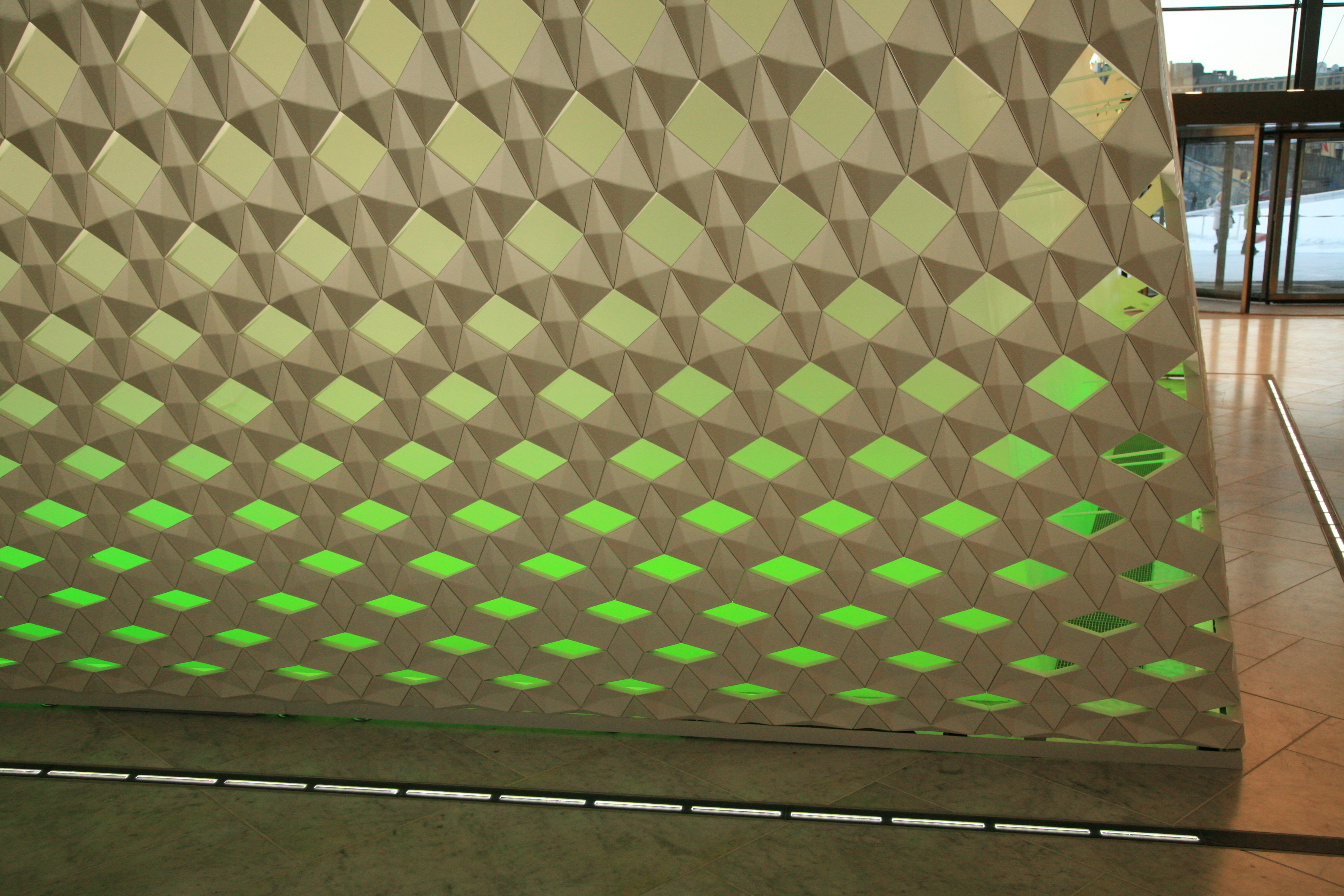
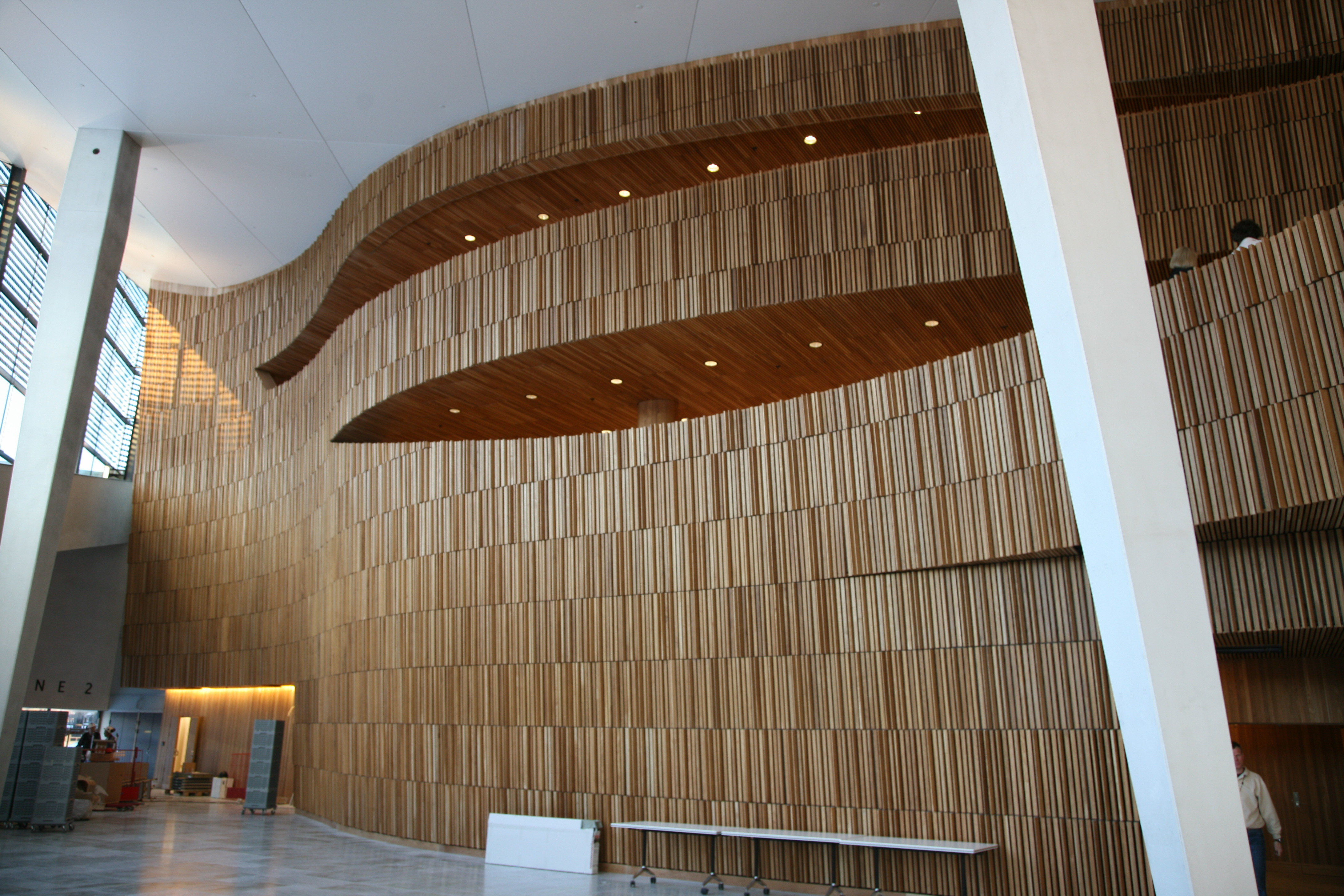